# Kottigekaval, Hunsur
Kottigekaval là một làng thuộc tehsil Hunsur, huyện Mysore, bang Karnataka, Ấn Độ.